# Modelo multidimensional
Modelo multidimensional é uma técnica de modelagem conceitual de negócios, que facilita a investigação, o resumo e a organização de dados para a análise de negócios. Formado por relações entre dimensões e fatos.
O modelo multidimensional relaciona tabelas de fatos com tabelas de dimensões em um banco de dados do tipo OLAP, possibilitando inúmeras combinações.
Sua modelagem é realizada de forma a ganhar performance nas consultas, possuindo regras diferentes das relacionais em sua modelagem. O modelo multidimensional visa somente consultas analíticas.